# Kudoa camarguensis
Kudoa camarguensis is een microscopische parasiet uit de familie Kudoidae. Kudoa camarguensis werd in 1999 beschreven door Pampoulie, Marques, Crivelli & Bouchereau. 